# Чемпионат России по танковому биатлону 2013
Чемпионат России по танковому биатлону 2013 года — первое в истории России военно-спортивное соревнование по танковому биатлону, организованное Министерством обороны Российской Федерации.
В июне-июле 2013 года прошли отборочные соревнования в военных округах России. Финал прошел 14-17 августа на учебно-тренировочном полигоне «Алабино» в подмосковном посёлке Калининец. Финал состоял из двух туров и международного этапа соревнований.
Впоследствии российские отборочные соревнования не афишировались, а международная часть стала основной публичной частью соревнований. Соревнования получили название чемпионат мира по танковому биатлону.
|                           |                        |                         |                     |
| Центральный военный округ | Западный военный округ | Восточный военный округ | Южный военный округ |

### Индивидуальная гонка
В индивидуальной гонке экипажи команд проходили три круга по маршруту протяжённостью 6,1 км с выполнением стрельб по мишеням на каждом круге. На первом огневом рубеже необходимо было поразить из основного орудия три мишени «Танк», на втором — из зенитного пулемёта мишень «Вертолёт», на третьем — мишень «Танк». За промахи начислялся штрафной круг, за ошибки при прохождении препятствий - штрафное время
| Команда                   | Экипажи                                                            | Стрельба  | Время         | Место |
| ------------------------- | ------------------------------------------------------------------ | --------- | ------------- | ----- |
| Западный военный округ    | экипаж № 2 (Артур Гапизов, Максим Селезнев, Дмитрий Солдатов)      | 0 (0+0+0) | 35 мин 12 сек | 1     |
| Центральный военный округ | экипаж № 2 (Алексей Пинишин, Александр Придеин, Анатолий Семенов)  | 0 (0+0+0) | 36 мин 43 сек | 2     |
| Западный военный округ    | экипаж № 1 (Николай Мороков, Иван Ревеняла, Игорь Артемьев)        | 1 (0+0+1) | 37 мин 25 сек | 3     |
| Южный военный округ       | экипаж № 1 (Дмитрий Журавлев, Альберт Хударов, Ильшат Алояров)     | 1 (1+0+0) | 40 мин 30 сек | 4     |
| Западный военный округ    | экипаж № 3 (Ринат Хадиев, Артем Исраэлян, Владислав Кудрин)        | 0 (0+0+0) | 40 мин 46 сек | 5     |
| Южный Военный округ       | экипаж № 2 (Антон Пометун, Константин Юров, Артем Самойлов)        | 1 (1+0+0) | 41 мин 27 сек | 6     |
| Южный военный округ       | экипаж № 3 (Николай Егоров, Дмитрий Торчаков, Александр Сергеев)   | 0 (0+0+0) | 41 мин 59 сек | 7     |
| Центральный военный округ | экипаж № 3 (Михаил Дашинов, Арсений Пахомов, Евгений Шевченко)     | 1 (0+0+1) | 42 мин 34 сек | 8     |
| Восточный военный округ   | экипаж № 3 (Андрей Мунгалов, Адонис Монгуш, Сергей Тарасов)        | 2 (0+1+1) | 43 мин 03 сек | 9     |
| Центральный военный округ | экипаж № 1 (Владимир Гаврилов, Дмитрий Мамонов, Игорь Кутергин)    | 4 (3+0+1) | 43 мин 42 сек | 10    |
| Восточный военный округ   | экипаж № 2 (Михаил Жилин, Бато Цыдыпов, Денис Горуленко)           | 3 (2+0+1) | 48 мин 08 сек | 11    |
| Восточный военный округ   | экипаж № 1 (Ильмар Сагдиев, Ринчин Доржи Жасланов, Иван Калиничев) | 5 (3+1+1) | 49 мин 09 сек | 12    |

Финал
| Команда                   | Экипажи                                                           | Стрельба  | Время         | Место |
| ------------------------- | ----------------------------------------------------------------- | --------- | ------------- | ----- |
| Западный военный округ    | экипаж № 1 (Николай Мороков, Иван Ревеняла, Игорь Артемьев)       | 0 (0+0+0) | 37 мин 56 сек | 1     |
| Южный военный округ       | экипаж № 1 (Дмитрий Журавлев, Альберт Хударов, Ильшат Алояров)    | 0 (0+0+0) | 40 мин 36 сек | 2     |
| Западный военный округ    | экипаж № 2 (Артур Гапизов, Максим Селезнев, Дмитрий Солдатов)     | 2 (1+0+1) | 40 мин 59 сек | 3     |
| Центральный военный округ | экипаж № 2 (Алексей Пинишин, Александр Придеин, Анатолий Семенов) | 3 (2+0+1) | 43 мин 33 сек | 4     |

### Общий зачет эстафетных гонок
| Команда                   | Экипажи                                                            | Стрельба  | Время экипажа | Общая стрельба         | Время             | Место |
| ------------------------- | ------------------------------------------------------------------ | --------- | ------------- | ---------------------- | ----------------- | ----- |
| Западный военный округ    | экипаж № 1 (Николай Мороков, Иван Ревеняла, Игорь Артемьев)        | 1 (0+0+1) | 37 мин 25 сек | 1 (0+0+1+0+0+0+0+0+0)  | 1 ч 53 мин 23 сек | 1     |
| Западный военный округ    | экипаж № 2 (Артур Гапизов, Максим Селезнев, Дмитрий Солдатов)      | 0 (0+0+0) | 35 мин 12 сек | 1 (0+0+1+0+0+0+0+0+0)  | 1 ч 53 мин 23 сек | 1     |
| Западный военный округ    | экипаж № 3 (Ринат Хадиев, Артем Исраэлян, Владислав Кудрин)        | 0 (0+0+0) | 40 мин 46 сек | 1 (0+0+1+0+0+0+0+0+0)  | 1 ч 53 мин 23 сек | 1     |
| Центральный военный округ | экипаж № 1 (Владимир Гаврилов, Дмитрий Мамонов, Игорь Кутергин)    | 4 (3+0+1) | 43 мин 42 сек | 5 (3+0+1+0+0+0+0+0+1)  | 2 ч 02 мин 59 сек | 2     |
| Центральный военный округ | экипаж № 2 (Алексей Пинишин, Александр Придеин, Анатолий Семенов)  | 0 (0+0+0) | 36 мин 43 сек | 5 (3+0+1+0+0+0+0+0+1)  | 2 ч 02 мин 59 сек | 2     |
| Центральный военный округ | экипаж № 3 (Михаил Дашинов, Арсений Пахомов, Евгений Шевченко)     | 1 (0+0+1) | 42 мин 34 сек | 5 (3+0+1+0+0+0+0+0+1)  | 2 ч 02 мин 59 сек | 2     |
| Южный военный округ       | экипаж № 1 (Дмитрий Журавлев, Альберт Хударов, Ильшат Алояров)     | 1 (1+0+0) | 40 мин 30 сек | 2 (1+0+0+1+0+0+0+0+0)  | 2 ч 03 мин 56 сек | 3     |
| Южный военный округ       | экипаж № 2 (Антон Пометун, Константин Юров, Артем Самойлов)        | 1 (1+0+0) | 41 мин 27 сек | 2 (1+0+0+1+0+0+0+0+0)  | 2 ч 03 мин 56 сек | 3     |
| Южный военный округ       | экипаж № 3 (Николай Егоров, Дмитрий Торчаков, Александр Сергеев)   | 0 (0+0+0) | 41 мин 59 сек | 2 (1+0+0+1+0+0+0+0+0)  | 2 ч 03 мин 56 сек | 3     |
| Восточный военный округ   | экипаж № 1 (Ильмар Сагдиев, Ринчин Доржи Жасланов, Иван Калиничев) | 5 (3+1+1) | 49 мин 09 сек | 10 (3+1+1+2+0+1+0+1+1) | 2 ч 20 мин 20 сек | 4     |
| Восточный военный округ   | экипаж № 2 (Михаил Жилин, Бато Цыдыпов, Денис Горуленко)           | 3 (2+0+1) | 48 мин 08 сек | 10 (3+1+1+2+0+1+0+1+1) | 2 ч 20 мин 20 сек | 4     |
| Восточный военный округ   | экипаж № 3 (Андрей Мунгалов, Адонис Монгуш, Сергей Тарасов)        | 2 (0+1+1) | 43 мин 03 сек | 10 (3+1+1+2+0+1+0+1+1) | 2 ч 20 мин 20 сек | 4     |